# Afacerea Protar
Afacerea Protar este un film de comedie românesc din 1956, regizat de Haralambie Boroș. A concurat la Festivalul Internațional de Film de la Cannes din 1956. Scenariul este o adaptare a piesei de teatru de comedie Ultima oră a lui Mihail Sebastian.

## Rezumat
În redacția ziarului bucureștean Deșteptarea se cere scoaterea oricăror materiale privitoare la ovăz. În locul articolului susceptibil, intră articolul „Alexandru cel Mare în Media”, semnat de conferențiarul universitar de istorie antică Alexandru Andronic. Se iscă un scandal. Industriașul Bucșan care voia să-și extindă afacerile și în domeniul cerealelor, este revoltat. Între timp, se schimbă atitudinea față de Ministerul Instrucțiunilor Publice, la indicațiile directorului Borcea. Întrucât revista de istorie se tipărește la aceeași tipografie, din greșeală, articolul a fost înlocuit cu un text de specialitate. Din păcate, și acesta are legătură cu ovăzul. Se scrie chiar despre un „monopol al ovăzului”. Insinuarea pare intenționată.
Profesorul Andronic face o vizită la redacție, deranjat de apariția articolului într-un cotidian, având, pe deasupra, foarte multe greșeli de tipar. Astfel, în loc de localitatea Proftasia a apărut Protar, iar în loc de Cabul, Carun. Bucșan își consultă secretara în legătură cu păstrarea secretului legat de „Afacerea Protar”. Andronic este vizitat acasă de Magda Minu, o studentă ofensată de atitudinea profesorului ei față de Alexandru cel Mare, idolul său. Apare Ștefănescu, secretarul de redacție care dă buzna în birou, în căutarea unor materiale. Cum profesorul nu este acasă, Magda ia atitudine, spunându-i intrusului ora la care Andronic are cursuri la Universitate. Acesta îl caută, dar își dă seama căa a fost tras pe sfoară. Magda are o lungă convorbire cu Andronic. Pleacă împreună la plimbare. Borcea îi propune lui Andronic să colaboreze la gazetă. Bucșan află totul despre autorul articolului. Îl vizitează pe Andronic pentru a-i arăta ce înseamnă numele său în oraș. Industriașul realizează că istoricul deține și alte elemente legate de monopolul ovăzului. Bucșan cumpără tipografia și interzice orice fel de activitate. Revine asupra acestui plan, sfătuit de Bucșan. Renunță să facă scandal la cursurile lui Andronic.
Magda face o vizită la biroul lui Bucșan. Obține de la acesta promisiunea unei burse de documentare, pentru două persoane, pe urmele lui Alexandru cel Mare, pe o perioadă de trei ani, acceptată, în cele din urmă și de Andronic. Cei doi pornesc în călătorie cu un vas de croazieră. În ultima clipă, Andronic este numit președintele Consiliului de Administrație la o Societate (comercială) pentru încurajarea studiilor istorice, care avea desigur și alte obiecte de activitate, în primul rînd comerțul cu cereale. Andronic și Magda urcă pe vasul ce se îndepărtează de țărm, sub ochii unei asistențe nu prea numeroase. Borcea și Bucșan savurează victoria îndepărtării celui care, fără să vrea, putea primejdui „Afacerea Protar”.

## Distribuție
- Ion Iancovescu — I.D. Borcea, directorul ziarului Deșteptarea
- Ion Finteșteanu — Grigore Bucșan, mare industriaș
- Radu Beligan — conf. univ. Alexandru Andronic, profesor de istorie antică
- Ioana Zlotescu — Magda Minu, studentă la Facultatea de Litere
- Jenică Constantinescu — Ștefănescu, secretar de redacție (menționat Jenica Constantinescu)
- Ion Talianu — Kenk Agopian, proprietarul tipografiei
- Constantin Ramadan — Hubert, șef de atelier la tipografie (menționat C. Ramadan)
- Ion Lucian — Pompilian, redactor
- Florin Vasiliu — Voicu, redactor
- Nicolae Gărdescu — Brănescu, ministrul instrucțiunii publice (menționat Nicolae Gardescu)
- Maria Wauvrina — Ana, femeie de serviciu la Andronic (menționată Marina Vauvrina)
- Zoe Anghel — dra Werner, secretara lui Bucșan
- Haralambie Polizu — Niță, om de serviciu la Deșteptarea
- Nicu Kanner
- Eveline Gruia
- Elena Cremeneanu
- Adrian Constantinescu

## Producție
Conține scene documentare din filmul București al lui Paul Călinescu.

## Primire
Filmul a fost vizionat de 1.239.508 spectatori în cinematografele din România, după cum atestă o situație a numărului de spectatori înregistrat de filmele românești de la data premierei și până la data de 31 decembrie 2014 alcătuită de Centrul Național al Cinematografiei.